# Jano (satélite)
Jano  es un satélite natural de Saturno también conocido como Saturno X . Recibe su nombre del dios romano Jano.

## Descubrimiento y órbita
Jano ocupa la misma órbita que la luna Epimeteo. Los astrónomos asumieron que había sólo un cuerpo en esa órbita, y como es evidente, era imposible reconciliar las observaciones de dos objetos distintos interpretándolos como si fuesen uno solo. Los satélites de Saturno Jano y Epimeteo cuyas órbitas están a una distancia menor a la suma de sus diámetros son Satélites coorbitales, es decir satélites que giran en la misma órbita.
El descubrimiento de Jano se atribuye a su primer observador, el astrónomo francés Audouin Dollfus que el 15 de diciembre de 1966 observó a uno de los dos desde el Observatorio de Pic du Midi. Es difícil saber de cuál de ellos se trataba. (IAUC 1987). El nuevo objeto recibió la designación temporal S/1966 S 2. Poco antes, Jean Texereau había fotografiado a Jano el 29 de octubre de 1966. (IAUC 1995). 
El 18 de diciembre, Richard L. Walker hizo una observación similar que se acredita ahora como el descubrimiento de Epimeteo (IAUC 1991). 
Doce años después, en octubre de 1978, Stephen M. Larson y John W. Fountain de la Universidad de Arizona comprendieron que las observaciones de 1966 se explicaban mejor si había dos objetos distintos (Jano y Epimeteo) compartiendo órbitas muy similares. Ver el artículo de Epimeteo para una descripción más detallada.
Jano fue observado también por la sonda Pioneer 11 cuando pasó cerca de Saturno el 1 de septiembre de 1979. Tom Gehrels y James A. Allen, observaron su "sombra" en forma de partículas energéticas y lo llamaron S/1979 S 2 IAUC 3417). 
Jano fue observado por Dan Pascu el 19 de febrero de 1980 (S/1980 S 1, IAUC 3454) y por John W. Fountain, Stephen M. Larson, Harold J. Reitsema y Bradford A. Smith (S/1980 S 2 , IAUC 3456). 
La sonda Voyager 1 observó la existencia de Jano el 1 de marzo de 1980, dándole a Jano la denominación provisional 1980 S1. En ese momento Jano se movía por dentro de la órbita de su "gemelo", y a Epimeteo se lo denominó provisoriamente 1980 S3 pues en ese momento era el más exterior. 
Aunque el nombre "Jano" se propuso informalmente poco después descubrimiento inicial de 1966, no se dio este nombre oficialmente hasta 1983, al mismo tiempo que el de Epimeteo.

## La relación orbital entre Epimeteo y Jano
Jano y Epimeteo son satélites coorbitales. La distancia de Jano a Saturno es 151.472 km y la de Epimeteo es 151.422 km: una separación de sólo 50 km. El diámetro de Epimeteo es 115 km y Jano mide 178 km. Al desplazarse casi en la misma órbita viajan a velocidades muy similares, pero el satélite interior va ligeramente más rápido que el exterior, por lo que lo adelanta lentamente. Parece inevitable que se produzca un choque entre ambos, pero cuando se acercan entre sí su mutua atracción gravitatoria altera su cantidad de movimiento: el satélite interior gana cantidad de movimiento, se mueve hacia una órbita superior y pierde velocidad. El satélite exterior pierde cantidad de movimiento, se mueve hacia una órbita interior donde gana velocidad. En pocas palabras: los dos satélites intercambian sus posiciones, el satélite interior se convierte en exterior y empieza a rezagarse. Este hecho se repite cada cuatro años.
El último acercamiento ocurrió en 2022 y el próximo ocurrirá en 2026. Este intercambio de órbitas es, hasta donde se conoce, único en todo el sistema solar.

## Las características físicas
Jano está profundamente craterizado, con varios cráteres mayores de 30 km y pocos rasgos lineales. La superficie de Jano parece ser más vieja que la de Prometeo pero más joven que la de Pandora. Dadas su muy baja densidad y relativamente alto albedo, parece probable que Jano sea un cuerpo helado muy poroso.